# Telegraf bezprzewodowy

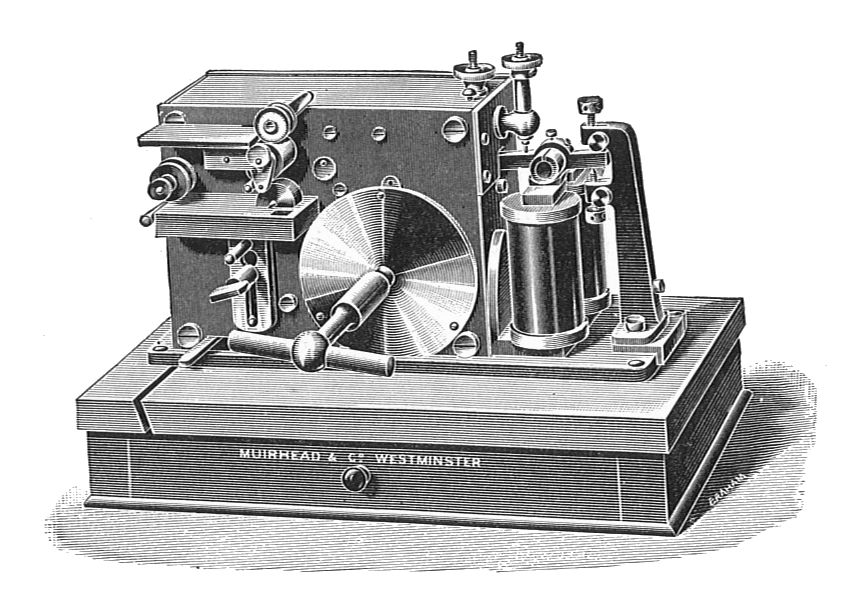
Samorejestrujący odbiornik telegrafu bezprzewodowego z roku 1903

Telegraf bezprzewodowy – radiowe urządzenie nadawczo-odbiorcze, pozwalające na odległość przekazać sygnały radiowe kodem Morse’a. Telegraf „bez drutu” został zbudowany w oparciu o nadajnik i odbiornik Marconiego w roku 1903 przez Juliana Ochorowicza, wynalazcę i konstruktora, a wykorzystany do nadania sygnałów wzywających na pomoc po raz pierwszy przez transatlantyk RMS Republic w styczniu 1906 roku.